# Recchia veruta
Recchia veruta là một loài bọ cánh cứng trong họ Cerambycidae.